# Survival of Jelili
Survival of Jelili, anteriormente titulada Jelili Reloaded es una película nigeriana de comedia de 2019 producida por Femi Adebayo y dirigida por Desmond Elliot. Es una secuela de Jelili de 2011. Está protagonizada por Femi Adebayo, Toyin Abraham y Dele Odule. Se estrenó en cines el 6 de diciembre de 2019 y recibió críticas positivas. También se transmitió a través de Netflix Sudáfrica el 8 de julio de 2020.

## Sinopsis
Jelili es un joven que aspira a tener estatus social por lo que va de trabajo en trabajo, desde ser boxeador hasta incursionar en el mundo del modelaje.

## Elenco
- Femi Adebayo como Jelili
- Toyin Abraham
- Dele Odule
- Desmond Elliot
- Rachael Okonkwo[1]
- Papi Luwe
- Bolanle Ninalowo
- Aisha Lawal[9]
- Woli Agba
- Adebayo Salami

## Producción
En 2012, tras el éxito de taquilla del Jelili, el actor y productor Femi Adebayo anunció que se realizaría una secuela titulada Jelili Reloaded. Sin embargo, el rodaje no dio inicio ni se materializó durante varios años. Después de siete años en el infierno del desarrollo, el rodaje comenzó a fines de 2018.
Las grabaciones iniciaron en Ibadán y culminaron en Ilorin. Fue rodada principalmente en lugares del suroeste de Nigeria. El director de la película, Desmond Elliot, también jugó un papel importante en la película, mientras que Rachael Okonkwo hizo su debut cinematográfico en lengua yoruba.